# 보지 (승려)

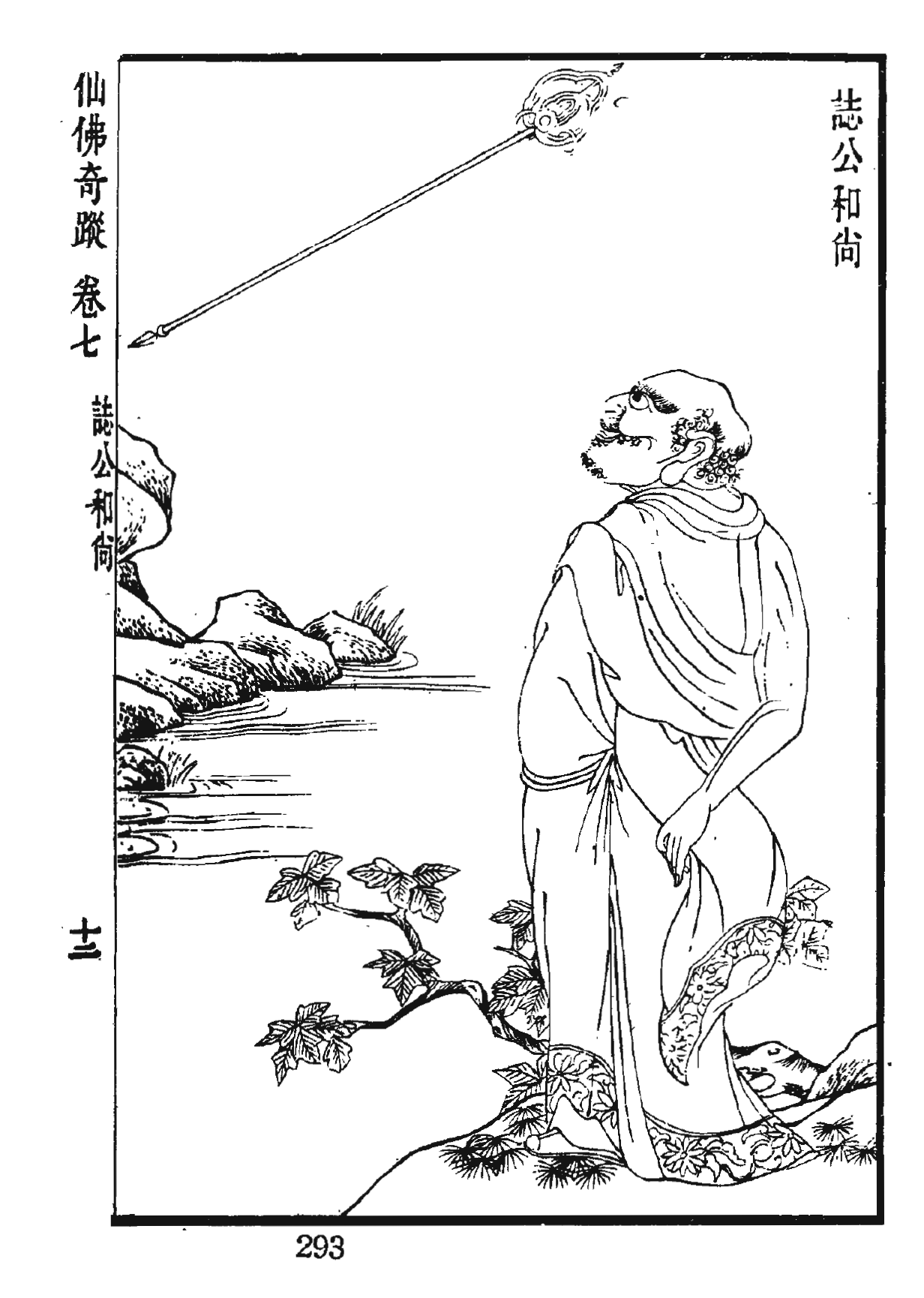
보지

보지(寶誌, 418년 ~ 514년)는 중국 남북조 시대의 승려로, 기행과 예언을 일삼았다. 원래 성(姓)은 주(朱)이며, 금성군(金城郡) 사람이다. 보지(保誌)라고도 표기한다.

## 생애
어릴 적에 출가하여 건강의 도림사(道林寺)에 머무르며 승검(僧儉)에게 사사하였다. 송 태시 연간에 홀연 세상에 나타나, 일정한 거처 없이 아무때나 먹고 마시며 머리카락을 길게 길렀다. 또 가는 곳마다 가위와 칼, 거울을 건 석장을 들고 다녔다. 제 건원 연간에는 며칠을 먹지 않고도 주린 기색이 없었고, 도참과 같은 시를 읊었다. 이에 사람들이 모두 그를 따르기 시작했다. 제의 황제인 무제는 보지가 대중을 현혹한다고 하여 감옥에 가두었으나, 그는 감옥 안과 저자거리에 동시에 나타나는 분신술을 보였다.

## 참고 문헌
- 《고승전》 권10, 신이(하)
- 《남사》 권76, 은일열전(하), 도홍경전 부 석보지